# Karoline Hugler
Karoline Luise Hugler (* 1980 in Neuruppin) ist eine deutsche Theater- und  Filmschauspielerin.

## Leben
Karoline Hugler hatte bereits in den 1990er Jahren Auftritte im Theater und in Filmen. Sie besuchte von 2001 bis 2004 die Schauspielschule Charlottenburg. 2013 spielte sie Katharina Siebold in der Komödie HARTs 5 – Geld ist nicht alles.
Seit 2013 ist sie künstlerische Leiterin des kleinen Theaters Comédie Soleil in Werder (Havel), zusammen mit Julian Tyrasa. Dort ist sie als Schauspielerin wie auch als Regisseurin tätig.
2024 erschien ihr Debütroman "Meer von Sonnenblumen" im Erzählverlag.

## Filmografie (Auswahl)
- 1993: Novalis – Die blaue Blume
- 2000: Gripsholm
- 2005: Was Sie schon immer über Singles wissen wollten
- 2009: Effi Briest
- 2011: Schloss Einstein (Fernsehserie, eine Folge)
- 2013: HARTs 5 – Geld ist nicht alles